# Batalla de Atoleiros
La batalla de Atoleiros fue una batalla acontecida en 1384 en el marco de la crisis de 1383-1385, donde Castilla quiso aprovechar la anarquía que sufría Portugal por la falta de herederos varones a la muerte del rey Fernando I para anexionarse el Reino de Portugal en la península ibérica.

## Antecedentes del Conflicto
Ante la decisión de la mujer del rey de escoger a Juan I de Castilla como marido para su hija, hecho que supondría una pérdida de independencia para Portugal frente a la vecina Corona de Castilla, muchos nobles que habían apoyado a otros pretendientes al trono portugués a la muerte de Fernando I de Portugal se opusieron. 
Estos nobles (en especial los que apoyaron a Juan, el gran maestre de Avís) comenzaron a hacer actos hostiles y comenzaron una guerra abierta contra lo que ellos entendían como una "usurpación del trono portugués" tomando algunas ciudades como Lisboa o Évora.
Ante esta situación, Juan I de Castilla dirigió un ejército hacia Portugal y tomó la corona al obligar a su suegra a abdicar de la regencia.

## La batalla
La resistencia armada portuguesa frente al reinado de Juan I de Castilla se encontró finalmente con un ejército castellano el 6 de abril del año 1384.

### Preliminares de la Batalla
Cuando los dos ejércitos se encontraron, los generales de cada ejército decidieron el uso de tácticas muy distintas:
Por una parte, el general portugués, Nuno Álvares Pereira, decidió usar unas tácticas influenciadas por táctica inglesa de tiro a larga distancia para adoptar posiciones defensivas con su ejército y que así pudiesen detener el inmenso avance de la caballería castellana, incluso mandó que sus 300 jinetes desmontaran y luchasen a pie junto a los hombres de armas.
Por el lado castellano se decidió el uso de una táctica primaria de cargas de caballería para romper el frontal de ejército portugués.

### La acción principal de la Batalla
Nada más comenzar la batalla, la caballería castellana se lanzó a la carga, pero debido a las corrientes de agua y a la ligera inclinación del campo de batalla hacia las filas portuguesas, el ímpetu de la caballería se vio algo frenado y expuesto a los ballesteros portugueses.
Cuando la caballería castellana llegaba a las filas portuguesas se veía frenada en seco por los escudos de los hombres de armas que se encontraban a la altura del pecho de los caballos por lo que los jinetes se veían obligados a frenar en seco, solo para vérselas frente a las lanzas de la infantería portuguesa. Después de este primer contacto se sucedieron una tras una serie de cargas fallidas que solo provocaron el pánico en la infantería castellana que se dispuso a huir al ver como sus caballeros fallaban en romper las filas a los portugueses, dando así la victoria a estos.

## Consecuencias de la derrota castellana
Esta derrota para las tropas de Juan I de Castilla no supuso en lo absoluto una victoria decisiva para las tropas portuguesas, ni tampoco una derrota moral para los castellanos. Pero sí supuso un gran avance moral para los portuguesas, que vieron que su lucha contra el monarca castellano tenía una posibilidad de victoria.